# Charles Brohyer de Littinère
Charles Brohyer de la Littinère, né le 23 aout 1794 à Coutances (Manche) et décédé le 10 octobre 1868 à Coutances, est un homme politique français.
Avocat à Caen jusqu'en 1830, il est ensuite conseiller municipal de Coutances et juge de paix dans la Manche. Destitué par le gouvernement provisoire, en 1848, il devient conseiller d'arrondissement et maire de Coutances. Il est député de la Manche de 1852 à 1868, siégeant dans la majorité dynastique.
Théophile-Alphonse Desdevises Du Dezert est son neveu.

## Sources
- « Charles Brohyer de Littinère », dans Adolphe Robert et Gaston Cougny, Dictionnaire des parlementaires français, Edgar Bourloton, 1889-1891 [détail de l’édition]